# 레이테 전투
레이테 전투(Battle of Leyte)는 제2차 세계 대전 중인 1944년 10월 20일부터 종전까지 필리핀 레이테섬에서 벌어진 일본군과 미군의 육상 전투이다. 미군과 필리핀 게릴라에 의한 양동작전으로 지휘관은 1944년 야마시타 도모유키 장군이 이끄는 필리핀 일본제국군과 맞섰던 더글라스 맥아더 장군의 지휘로 이뤄졌다. 작전명 킹투(King Two)는 필리핀 제도 전역을 탈환하여 해방시키고, 일본군의 3년에 걸친 점령을 끝내기 위해 필리핀 전역 (1944년~1945년)을 시작하였다. 일본군의 초기 전략은 루손에서는 육군이 중심이 되어 전투를 진행하고, 레이테섬 등 다른 지역에서는 해군과 공군에 의해 전투를 할 방침이었다. 그런데 포르모사 공중전에서 큰 전과를 올렸다고 믿었던 일본은 필리핀 방위를 담당하는 제14방면군 사령관 야마시타 도모유키 장군의 반대를 무릅쓰고 작전을 급히 변경하여 육군도 레이테섬의 방위에 참여하면서 밖으로 요격하기로 했다. 루손섬에 배치될 많은 육군 부대가 레이테섬에 보내졌지만, 운송 도중에 큰 손해를 보았다. 일본군은 보급이 제대로 이뤄지지 못해 많은 아사자를 냈다. 약 2개월에 걸친 전투에서 레이테섬의 일본군은 패배했고 대부분의 병력이 전사하는 결과가 되었다.

## 배경
일본은 1942년 필리핀을 함락했다. 이곳을 통제하는 것은 제2차 세계 대전에서 일본의 생존을 위한 중요한 것이었다. 왜냐면 이곳이 보르네오와 수마트라로 통하는 해로를 쥐고 있었기 때문에 그것을 통해 고무와 석유를 일본에 공급할 수 있었기 때문이다.:7
반면, 미국의 입장에선 필리핀을 함락하는 것이야 말로 일본제국군을 중국과 태평양 전역으로부터 고립시킬 핵심적인 전략적 단계였다. 또한 맥아더 본인에게도 개인적인 자존심의 문제였다.:5 1942년 미국 극동 육군이 항복하기 한달 전, 프랭클린 D. 루즈벨트 대통령이 필리핀을 떠너서 호주에서 미군을 재정비하라는 명령을 내렸고:22, 이것은 미극동군을 방치함을 의미했다. 루즈벨트의 진정한 의도는 그들을 버린 것이 아니라:22, 맥아더에게 필리핀에서 대피하게 함으로써 일본군에게 포로로 잡히지 않게 하기 위함이었다. 그러나 여전히 맥아더는 필리핀으로 돌아갈 것을 맹세했다. 그는 반복해서 필리핀을 가급적 빨리 해방시키는 것이 미국의 도덕적 의무라고 역설했다. 1944년 3월, 연합군 참모부는 맥아더에게 연말까지 남부 필리핀을, 1945년 초반까지는 루손을 기습하기 위한 작전을 수립하라는 명령을 내린다.:7–8 1944년 7월, 루즈벨트는 하와이에서 맥아더와 체스터 니미츠를 만났다. 그곳에서 필리핀 침공 결정이 내려졌으며, 하와이에서 공군기지를 태평양 전역 작전을 위해 사용하라는 결정을 한다.:8–9
1944년 여름에, 윌리엄 홀시 장군 휘하의 제3함대의 수송대로부터 온 비행기가 필리핀 제도에서 여러 차례 성공적인 임무를 수행하여 일본의 임전 태세 부족을 간파했다.:9 홀시는 그 당시 다른 작전을 취소하고, 레이테섬에 대한 직접적인 공격을 권고했으며, 레이테 침공 날짜는 10월로 앞당겨졌다.:10

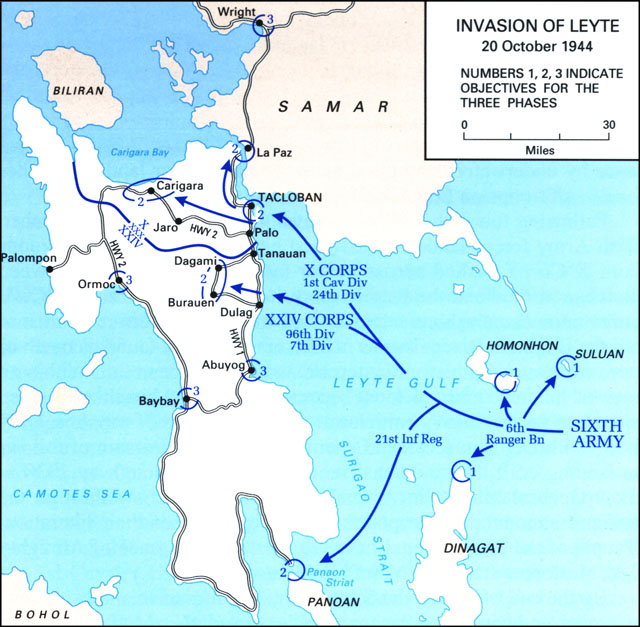
레이테 침공도, 1944년 10월 20일

필리핀 제도의 큰 섬 중 하나인 레이테섬은 수심이 깊은 접근로와 상륙 강습과 빠른 보급을 할 수 있는 모래 해변을 많이 가지고 있었다. 레이테섬과 사마르섬들 사이의 북쪽 아부요그 타운에서 산후아니코 해협 사이의 동쪽 해안을 따라 64km에 걸쳐 뻗어 있는 1번 고속도로에서 내륙으로 뻗어있는 도로와 저지대는 탱크와 보병 작전이 가능한 길을 제공했을 뿐만 아니라 활주로 건설에도 적합한 지형이었다. 미국 공군이 레이테섬에 기지를 두고 있다면, 제도 내의 어떤 적 기지나 비행장도 공격할 수 있을 터였다.:10
숲이 우거진 북쪽에서 남쪽으로 뻗어 있는 산맥은 내륙에 우뚝 솟아 2개의 큰 계곡을과 해안 평야를 나눈다. 더 큰 레이테 밸리는 북동부 해안에서 긴 동쪽 해안으로 뻗어가서 섬의 대부분의 마을이 여기에 있고, 이곳을 연결하는 도로가 놓여있다.:10–11 서쪽에 위치한 나머지 하나의 오르모크 밸리는 구불구불한 둘레길인 2번 고속도로로 레이테 밸리와 연결되어 있다. 이 도로는 동부 해안의 팔로 타운에서 시작하여 북쪽 해안에 있는 레이테 밸리를 통하여 서쪽과 북서쪽으로 간다. 그 후 남쪽으로 꺾여서, 구불구불한 산악 지협을 통과하여 오르모크 밸리 북부로 들어간다. 이 도로는 오르모크 시의 항구에 다다를 때까지 남쪽으로 계속되다가, 서부 해안을 따라서 바이바이 타운으로 간다. 이후 동쪽으로 꺾어서 섬의 산악부 허리 지점을 건너서 아부요그의 동쪽 해안에서 1번 고속도로와 연결된다. 이 읍들 아래에, 남부 산악 지대들은 대부분 미개발 지역이었다.:10 화산섬의 전형적인 1,300m에 이르는 높은 산봉우리와 들쭉날쭉한 협곡 그리고 동굴 지형은 방어적 지형을 제공하고 있다. 연말로 잡혀 있는 기습 시기는 전투 부대와 항공기 지원대, 보급부대는 장맛비와 싸우면서 시작될 예정이었다.:11
대부분이 농부나 어부인 90만 명에 이르는 레이테섬의 인구:11는 미군의 침공을 보조할 수 있을 것으로 기대하고 있었다. 이미 많은 필리핀 게릴라들이 악조건 속에서도 일본군과 싸우고 있었기 때문이었다.:12 정보팀이 추정하는 레이테섬의 일본군 병력은 2만 명 정도로 대부분 마키노 시로:1 중장이 이끌고 있는 16사단 소속이었다.:16–17

1944년 10월 레이테섬에 접근하는 상륙군

## 전투 서열
- 연합공군 (미국 육군 항공대 중장 조지 C. 케니)
  - 제5공군
  - 제13공군
- 미국 제6군 (중장 월터 크루거)
  - 북부 상륙지역: 미국 제10(X)군단 (중장 프랭클린 C. 시버트
    - 좌측 영역(레드 해안): 제24보병사단 "Taro" (소장 프레데릭 A. 이빙)
      - 제19보병연대
      - 제34보병연대

    - 우측 영역(화이트 해안): 제1기병사단 (소장 베른 D. 머지)
      - 제5기병연대
      - 제7기병연대 (예비대)
      - 제12기병연대

  - 남부 상륙영역: 제24(XXIV)군단 (중장 존 R. 하지)
    - 좌측 영역 (엘로우, 바이올렛 해안): 제7보병사단 "Bayonet" - 아치발드
      - 제17보병연대
      - 제32보병연대
      - 제184보병연대

    - 우측 영역(블루, 오렌지 해안): 제96보병사단 "Deadeye" (소장 제임스 브래들리)
      - 제381보병연대
      - 제382보병연대
      - 제383보병연대

    - 제20기갑단
    - 제503낙하산보병연대
    - 제11공수사단 (소장 조지프 M. 스윙)

  - 제6군 예비대
    - 제32보병사단 (소장 윌리엄 H. 길)
    - 제77보병사단 "Statue of Liberty" (소장 앤드루 D. 브루스)
    - 제381연대전투단 (제96보병사단)

### 일본군
남방군: 대장 데라우치 히사이치 - 마닐라
- 제14방면군: 대장 야마시타 도모유키
- 제4항공군: 중장 도미나가 교지 - 마닐라
- 제35방면군: 중장 스즈키 소사쿠 (1945년 4월 19일, 세부에서 전사)

레이테 방어군
- 제16사단: 중장 마키노 시로
  - 보병 제9연대
  - 보병 제20연대
  - 보병 제33연대
  - 야전포병 제22연대
  - 공병 제16연대
  - 제34항공구역사령부
  - 해군육전대

## 전투

### 미군의 상륙
포르모사 공중전에서 큰 손해를 입었다고 생각했던 미 해군 기동 부대는 건재하였고, 반대로 일본 측 항공 병력은 300여대의 상실함으로써 사실상 필리핀 제공권을 잃은 상태에서 싸우는 상황이 되었다. 10월 20일에 상륙해 온 미군은 게릴라로 구성된 패잔병이 아닌 10만명(결국 20만)이나 되는 제6군(크루거 중장)의 정규 병력 대부대였다. 총 지휘관은 한때 "나는 돌아올 것이다.(I shall return.)"라는 말을 남기고 필리핀을 탈출했던 더글러스 맥아더 장군이었다.
레이테 상륙 작전을 위한 예비 작전이 소해 작업과 함께 10월 17일 새벽에 레이테 만에 3개의 섬에 제6레인저 부대가 움직임으로써 시작되었다.:26,37 비록 폭풍에 의해 연기되기는 했지만, 제6레인저 부대는 08시 5분에 술루안섬과 디나가트 제도에 상륙했다.:34–35,39 술루안섬에서, 그들은 비록 디나가트 제도주를 점령하지 못했지만:35 , 작은 단위의 일본군 방어대를 격퇴시키고, 라디오 방송국을 파괴했다. 다음 날, 제3의 섬인 호몬혼섬이 아무런 저항없이 함락되었다.:35 디나가트와 혼몬혼에서는, 레인저스가 상륙 작전을 위한 등대를 세우기 위해 나갔다.:26,35 그동안, 수중 폭파팀은 레이테섬의 상륙 부대가 상륙할 곳에 정찰을 갔다.:38 각각 10월 20일에 제21연대가 소고드 만으로 들어가는 입구를 통제하기 위하 파나온 해협에 상륙했다.:27
A데이인 10월 20일에 네 시간에 걸친 해군 함포의 무차별 포격이 이어진 후에, 제6군이 10시에 지정된 해안에 상륙했다.:39 10군단은 타클로반 활주로와 팔로 강 사이에 이는 6.4km에 걸쳐 펼쳐진 해안을 넘어 밀고 들어왔다. 남쪽으로 24 km 떨어진 곳에는 24군단 부대가 산호세와 다구이탄 강 사이에 4.8km에 걸쳐 펼쳐져 있는 해안가로 왔다. 부대는 습지대에서 일본 군의 사격으로 엄청난 저항에 부닥쳤다.:41 1시간 이내에 걸친 상륙으로, 대부분의 부대는 중장비와 대량의 보급품을 받을 수 있을 정도의 충분한 해안을 확보했다.:40 단지 24사단이 있는 곳만 적의 사격으로 대체 상륙 활주로를 찾아야 했다. 24사단도 13시 30분경에는 맥아더 장군이 파도를 뚫고 극적으로 레드 비치:47–48에 들어올 수 있을 만큼 안전을 확보를 했다. 맥아더 장군은 필리핀 민중들에게 해방을 선언했다.
| “ | 필리핀 국민들이여, 나는 돌아 왔다! 전지전능하신 주님의 은총으로, 우리의 군대가 필리핀 땅에 다시 서게 되었다. People of the Philippines, I have returned! By the grace of Almighty God, our forces stand again on Philippine soil. | ” |

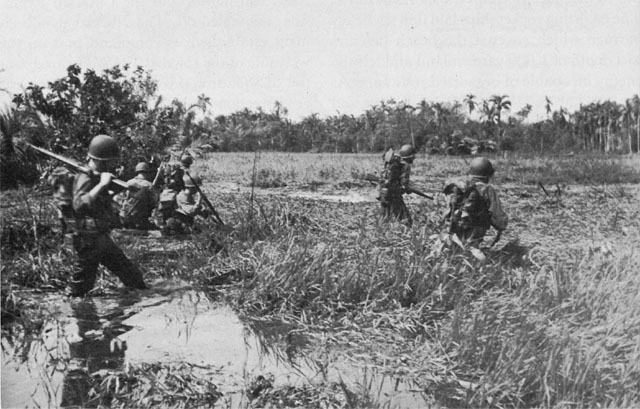
레이테의 습지를 통과하는 미국 제1기병사단

A데이가 저물 무렵, 제6군은 1.6 km 내륙으로 이동했다. 10군단 담당 지역에는, 제1포병사단이 타클로반 활주로를 확보했고, 보병 제24사단은 해안 끝의 유리한 지형인 힐 522 위에 있는 고지를 확보했다. 24군단 지역에서는, 보병 제96사단이 카트몬 힐로 접근하는 도로를 장악했고, 보병 제7사단은 둘라그와 활주로를 확보했다.
마키노 장군은 타클로반에 있던 지휘부를 16 km 떨어진 내륙의 다가미읍 내륙으로 이동하는데 그날을 보냈다.:46 첫날의 교전은 49명의 전사자와 192명의 부상자, 6명의 실종자를 내는 대가로 승리를 했다. 일본 군은 야음을 통타 레드 비치에 있는 보병 제24사단을 역습했지만, 실패로 돌아갔다.:60–63

### 레이테 밸리 작전
며칠에 걸쳐 제6군은 간헐적이고, 돌발적인 적의 저항을 물리치고 레이테 내륙으로 꾸준히 전진을 했다. 번 D. 멋지 소장의 제1기갑사단은 주도인 타클로반을 10월 21일에, 215 언덕을 다음날에 확보했다.:75 10월 23일에, 맥아더 장군은 레이테에서 시민 정부 회복에 대한 기념식을 열었다. 제1, 2 기갑 여단은 산악 내륙으로부터 일본군의 역습을 방비하는 작전을 시작했으며, 그 이후 제1포병대는 이동을 할 수 있었다. 제8 기갑 사단은 10월 24일 경에 산후아니코 해협을 확보하고 사마르에 안착을 했다.:75

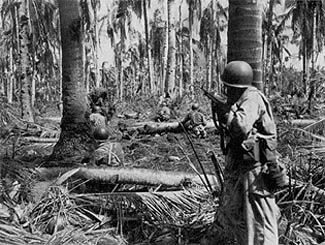
조심스럽게 전진하는 미 육군 보병

10군단이 떠나자마자, 프레드릭 A. 어빙 소장이 이끈느 제24보병 사단은 내륙으로 밀어붙이면서 적들의 강한 저항이 부딪친다. 며칠 밤낮에 걸친 치열한 공방 끝에, 800명의 일본군이 전사하고, 제19, 제34 보병 연대가 상륙거점을 확대하고, 레이테 밸리 북부 진입에 유리한 고지대를 장악했다. 11월 1일 경, 포격 지원을 받은 7일간의 탱크-보병 진입 이후, 두 연대는 레이테 밸리를 통과해 밀고 나갔으며, 북부 해안과 카리가라 항이 가시거리에 들었다. 스즈키가 철수 명령을 내린 다음 날 이곳을 제2기갑여단이 점령했다. 24사단은 레이테 밸리 쇄도를 통해 거의 3천명에 이르는 적에게 피해를 입혔다. 이제 이러한 진격은 일본군이 장악하고 레이테 서부 해안의 오르모크 시만 남겨두었다.

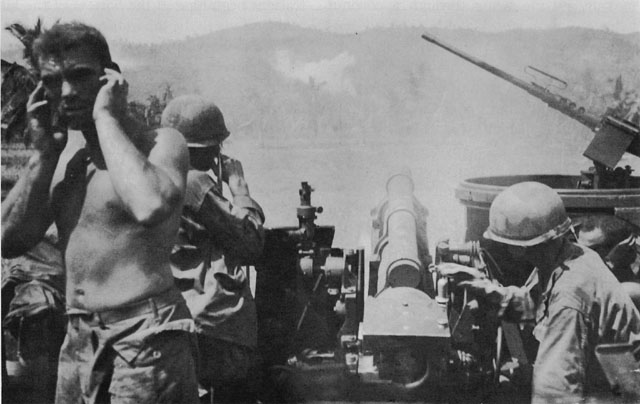
카트몬 능선의 미군의 105mm 곡사포

24군단 상륙 진지에서, 핫지 장군은 2개의 사단을 레이테 밸리 남부에 투입을 했다. 이곳은 이미 4개의 활주로가 건설되어 있었으며, 대규모의 보급중심지였다. 제임스 L. 브래들리 소장의 제96 보병 사단은 두 군단의 상륙거점에서 가장 높은 430m 고지에 있는 카트몬 힐을 점령할 예정이었다. 이곳은 일본군의 관측과 A데이에 착륙을 위해 해변으로 접근하는 비행기를 저격할 포격 기지로 사용되고 있었다. 끊임없는 포격과 해군 함포의 지원을 받아, 브래들리의 부대는 늪을 뚫고 남쪽과 바디라란 헤드의 고지 서쪽으로 진군해 나갔다. 3일간의 교전을 치른 후에, 10월 28일에 제382 보병 연대는 8 km 내륙의 타본타본에 있는 일본군 핵심 보급기지를 차지했고, 350명의 일본군을 사살했다. 동시에, 381 보병 연대와 제383 보병 연대에서 차출한 2개 중대가 캐트몬 힐 반대쪽으로 서서히 진군해서, 사나워진 일본군 저항세력과 전투를 치렀다. 10월 31일에 카트몬 힐에서 잔당이 소탕되었을 때, 미군은 53개의 토치카와 17개의 동굴 그리고 여러 개의 중화기 진지를 점령했다.:65–69

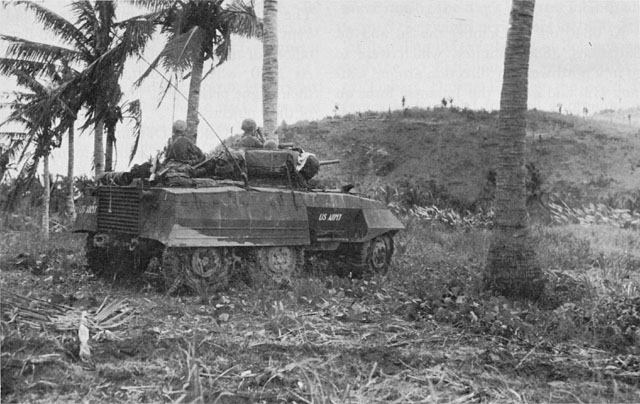
라비라난 헤드의 미군 장갑차

24군단이 떠나자, 아치볼드 V. 아놀드 소장이 이끄는 제7사단은 산파블로 1, 2, 바유그, 그리고 부리를 공격하기 위해 쐐기진 형태로 제767탱크 중대의 탱크를 이용해서 보병의 길을 열고 일본군 비행장이 있는 내륙으로 이동했다.:80–81 부라우엔과 훌리타 사이에서, 제17보병은 미군 탱크 해치에 포장 폭약을 넣기 위해 비트 속에 은신한 일본군의 광적이지만, 변변찮은 저항을 극복하고 진격했다. 1마일 북쪽에서는 32 보병 사단의 군인들이 부리 비행장에서 400명 이상의 일본군을 사살했다. 두 무리의 제184보병 중대가 군단의 좌측을 순찰하는 동안, 17보병 사단의 제184중대의 제2중대가 밀착했고, 부라우엔 9.7 km 위쪽의 다가미 쪽으로 북쪽으로 선회했다. 참호와 묘지에 은신한 적들을 근절하기 위해 화염방사기를 사용해서, 10월 30일 미군 부대는 다가미를 점령했다. 이러한 상황으로 일본군 마키노 장군은 더 서쪽으로 지휘부를 이동시켜야 했다.:95–96 이런 상황 속에서 10월 29일, 제7기갑 정찰 부대보다 선행한 제32보병 대대 2중대가 동해안을 따라 아부요그로 24 km 남쪽으로 이동하여 그 지역을 정찰했으며, 다음 4일 동안 산악 지역을 통과해서 바이바이쪽으로 서쪽을 별다른 저항 없이 정찰 활동을 펼쳤다.:96

### 일본군의 역공
필리핀에 432,000명의 병력을 가지고 있었던, 야마시타 도모유키 장군은 레이테를 일본군 방어의 주요 방어 지역으로 삼을 것을 결심했다. 그리고 10월 21일 제35군에게 일본 제국 해군과 협조를 해서 단호한 전투를 벌일 것을 명령했다. 제16사단은 민다나오에 있는 제30사단으로부터 오르모크 항을 통해 충원될 예정이었다. 제102 보병 사단이 하로를 점령하고, 그곳에 제1, 제26 보병사단을 집중하고 있었다. 제55, 제57 독립혼성여단에서 파견된 여러 중대가 10월 25일 경에 레이테에 도착했다.

## 같이 보기
- 제2차 세계 대전 기간 미국의 군사사